# Ночные пришельцы (фильм, 1995)
«Ночные пришельцы» (англ. Visitors Of The Night) — американский художественный фильм.

## Сюжет
Однажды Юдит вместе с шерифом своего города обнаруживает, что все подростки города пропали, в том числе и дочь героини. Вскоре они появились снова, но при этом страдая от амнезии и ведя себя довольно странно. И постепенно Юдит становится ясно, что город находится под властью инопланетных сил. Помня о дочери, она должна будет побороть свои страхи и освободить город от незнакомых захватчиков.

## В ролях
- Марки Пост — Юдит
- Стивен Макхэтти
- Дейл Мидкифф — шериф Маркус Эшли